# Gisela Werler
Gisela Werler (* 18. August 1934 in Altona; † November 2003 in Hamburg) war die erste Bankräuberin Deutschlands.

## Leben
Gisela Werler wurde als älteste von drei Töchtern eines Bauschlossers in Altona geboren. Sie wuchs in ärmlichen Verhältnissen auf und musste nach dem Abschluss der Volksschule zum Haushalt der Familie beitragen. Noch im Alter von 30 Jahren lebte sie bei ihren Eltern. Zu diesem Zeitpunkt arbeitete sie als Hilfsarbeiterin in einer Tapetenfabrik.
Später war sie 31 Jahre lang mit ihrem früheren Komplizen Hermann Wittorff alias Peter Werler verheiratet. Gisela Werler starb 2003 in Hamburg, wo sie bis zuletzt in einfachen Verhältnissen lebte. Wittorff starb Ende 2009.

## Banküberfälle

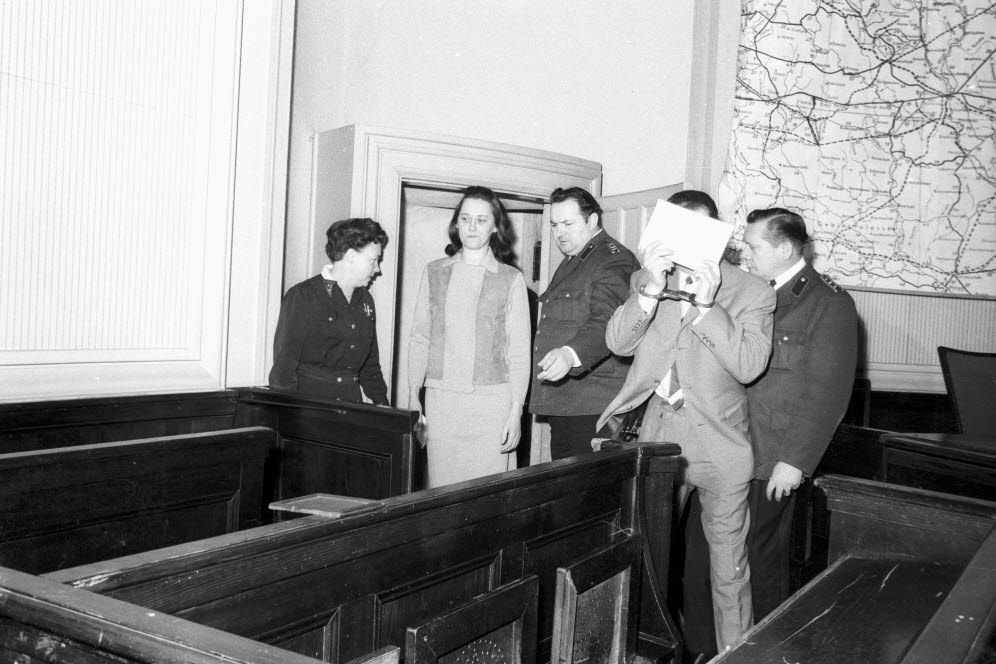
Gisela Werler (zweite von links) und Hermann Wittorf (zweiter von rechts)

Ein Bekannter Giselas, Hugo Warncke, benötigte für die Beute eines Bankraubs, den er zusammen mit dem Taxiunternehmer Hermann Wittorff ausübte, ein Versteck – dieses sollte der Schlafzimmerschrank der jungen Frau sein.
Am 29. Juli 1965 überfiel sie schließlich alleine die Filiale Elbgaustraße der Hamburger Volksbank und erbeutete 3100 DM. Als erste weibliche Bankräuberin geriet sie bundesweit in die Schlagzeilen und wurde als Banklady bekannt. Zusammen mit ihrem späteren Ehemann Hermann Wittorff verübte sie insgesamt 19 Banküberfälle.
Am 15. Dezember 1967 wurden sie und ihre Komplizen von der Polizei gefasst, nachdem sie versucht hatten, eine Bank in Bad Segeberg auszurauben. Die vier Angestellten, die sich zu der Zeit in der Filiale aufhielten, wehrten sich unerwarteterweise und verfolgten die flüchtenden Täter. Hierbei wurden alle vier Angestellten von Hermann Wittorff angeschossen.
Am 27. Dezember 1968 begann der Prozess. Während ihr Komplize Hermann Wittorff zu dreizehneinhalb Jahren Haft verurteilt wurde, waren es im Fall Gisela Werler nur neuneinhalb Jahre, da sie glaubhaft machen konnte, nur aus Liebe zu ihrem Freund gehandelt zu haben. Im Gefängnis heiratete sie Hermann Wittorff.
Hermann Wittorff überfiel nach seiner Haftentlassung im Dezember 1985 erneut eine Bank, die Elmshorner Bank für Gemeinwirtschaft. Vor Gericht sagte er aus, dass er sich auf diese Weise seine Altersversorgung sichern wollte. Dabei konnte seiner Frau Gisela Werler eine Tatbeteiligung nicht nachgewiesen werden.

## Verfilmungen und Ausstellungen
Durch den Dokumentarfilm Die Banklady-Story (Autor: Martin Niggeschmidt / Süddeutsche TV) wurde die in Vergessenheit geratene Geschichte der ersten Bankräuberin Deutschlands 1999 wiederentdeckt. Für diesen halbstündigen Film gab Gisela Werler vier Jahre vor ihrem Tod ihr erstes und einziges Fernseh-Interview.
Gisela Werlers Tagebuch wurde 2007 von Manfred Uhlig verfilmt. Im Rahmen der Dokuserie „Geld her!“ wurde dieser Film in der ARD als Folge Die Banklady ausgestrahlt.
Ebenfalls 2007 entstand der Animationsfilm „Gisela“ von Katja Baumann. Die Bühne, auf der sich der Kriminalfall hier abspielt, ist die Oberfläche eines Bildbearbeitungsprogramms, auf der Bildebenen animiert wurden. Katja Baumann gewann mit dem Film 2008 einen Preis des Art Directors Club (ADC).
Die Asservate des „Banklady“-Kriminalfalls gehören seit 2006 zum Sammlungsbestand des Volkskunde Museums der Stiftung Schleswig-Holsteinische Landesmuseen Schloss Gottorf. 2007–2010 zeigte das Museum die Sonderausstellung Die Banklady – Überfall! Würden Sie bitte alles Geld einpacken?, in der die originalen Waffen, Maskierungen und Ausstattungsstücke der Bankräuber sowie Zeitzeugeninterviews präsentiert wurden.
2013 entstand unter der Regie von Christian Alvart eine weitere Verfilmung mit dem Titel Banklady, die unter anderem in Helmstedt, Offleben, Schöningen, Hamburg-Hamm und Lauenburg/Elbe gedreht wurde. „Wir wollen keine Dokumentation drehen, sondern Popcorn-Kino, ein richtiges Action-Liebes-Drama“, sagt Sabine Wildemann, die Produzentin des Films. Der Film kam am 27. März 2014 in die Kinos. Die Erstausstrahlung im Fernsehen erfolgte am 2. Oktober 2015 im Programm des Senders Arte.